# Tadeusz Borowski
Tadeusz Borowski (Zhytomyr, 12 de noviembre de 1922-Varsovia, 1 de julio de 1951) fue un escritor y periodista polaco que fue internado en Auschwitz y cuyo testimonio es hoy un clásico de la literatura polaca. 

## Biografía
Nació en la colonia polaca de Zhytomyr, en Ucrania entonces parte de la URSS. En 1926, su padre fue enviado al Gulag y su madre condenada a trabajos forzados en Yenisey, en Siberia; él quedó viviendo con una tía. En 1932 fue repatriado a Polonia por la Cruz Roja, y sus padres también en un intercambio de prisioneros en 1934. 
En 1940 Borowski finalizó la escuela secundaria en un liceo secreto establecido durante la invasión de Polonia en 1939 prosiguiendo sus estudios de literatura en la Universidad de Varsovia, pese a la prohibibión ce la enseñanza en polaco.
Activo miembro de la resistencia publicó sus poemas en el semanario Droga, y trabajando como sereno nocturno escribió Gdziekolwiek Ziemia (Wherever the Earth).
Como su novia, Maria Rundo, no regresaba a casa una noche de 1943, Borowski comprobó su arresto y se entregó él mismo a la Gestapo siendo luego transportado a Auschwitz. Allí logró contactar a su prometida y mantener relación epistolar. En el campo de concentración fue obligado a trabajar en las vías de tren y luego en la sección de experimentación médica.
A fines de 1944 Borowski fue transportado a Natzweiler-Struthof, y finalmente a Dachau donde fue liberado por los americanos el 1 de mayo de 1945. 
Él pasó algún tiempo en París, y retornó a Polonia el 31 de mayo de 1946. Su prometida, la cual había sobrevivido a los campos y emigrado a Suecia, retornó a Polonia en los últimos meses de 1946, y ellos se casaron en diciembre de 1946.
De poeta a narrador publicó Pożegnanie z Marią (Adiós a Maria) y luego World of Stone describiendo sus experiencias en Alemania en la posguerra como integrante de los campos de personas desplazadas.
En 1946 supo que Maria había sobrevivido Auschwitz motivándolo a regresar a Varsovia donde se casaron el 18 de diciembre.
Como periodista trabajó con el partido comunista polaco y en 1950 recibió el premio nacional de literatura. En 1949 fue enviado en misión a Berlín. Desilusionado con el régimen se suicidó a los 28 años, tres días después de que su mujer hubiese dado a luz a una hija.
La película polaca Paisaje después de la batalla (Krajobraz po bitwie, 1970) de Andrzej Wajda está basada en sus escritos, es mencionado en El lector de Bernhard Schlink, y en 2002, Imre Kertész, lo mencionó al recibir el Premio Nobel como inspiración a su obra.